# Benoit Hellings
 (juin 2012).
Si vous disposez d'ouvrages ou d'articles de référence ou si vous connaissez des sites web de qualité traitant du thème abordé ici, merci de compléter l'article en donnant les références utiles à sa vérifiabilité et en les liant à la section « Notes et références ».
Pour les articles homonymes, voir Hellings.
Benoit Hellings, né le 7 juillet 1978 à Oupeye, est un homme politique belge, membre du parti Ecolo. Il est le premier échevin de la ville de Bruxelles chargé du Climat et des Sports. Auparavant, il a exercé les mandats de Député fédéral de Belgique et de Sénateur. 

## Biographie

### Jeunesse
Benoit Hellings passe son enfance et son adolescence à Huy, face aux trois réacteurs nucléaires de Tihange, ce qui sera déterminant dans son engagement écologiste. Il suit son enseignement secondaire général à l’Athénée royal Prince Baudouin de Marchin, école dont le projet pédagogique est inspiré par le scoutisme. Jeune engagé, il prend part à ses premières manifestations étudiantes du début et du milieu des années 90.
En 1996, il s’installe à Bruxelles durant pour suivre des études de sciences politiques à l’Université Libre de Bruxelles. Une fois diplômé, il choisit de vivre dans sa ville d’adoption et désormais de cœur.
En 2001, il prolonge son parcours académique et devient chercheur à  l’ULB. Ses travaux, menés avec le professeur Pascal Delwit, portent sur « Les adhérents, les cadres et les électeurs de partis politiques en Belgique ».
De 2005 à 2009, il devient attaché de presse à Bruxelles international Tourisme & Congrès (Visit Brussels). Durant cette période, il travaille sur l’image de la capitale et de son rayonnement international.

### Vie politique
En 1998, les méthodes policières utilisées pour l’expulsion de Sémira Adamu et qui entraîne la mort de la jeune femme le heurtent profondément. La participation aux diverses marches de soutien marquent son rapprochement avec le parti vert.
En 2003, il participe à la fondation d’écolo j, l’organisation de jeunesse politique d’Ecolo. De 2004 à 2009, il s’investit en tant qu’animateur de la Commission Ecolo nous prend homo.
En 2007, il est pour la première fois candidat pour les élections comme premier suppléant au Sénat. Il deviendra Sénateur le 23 juin 2009 en remplacement d’Isabelle Durant, devenue Vice-Présidente du Parlement européen. Il le sera jusqu’au 6 mai 2010.

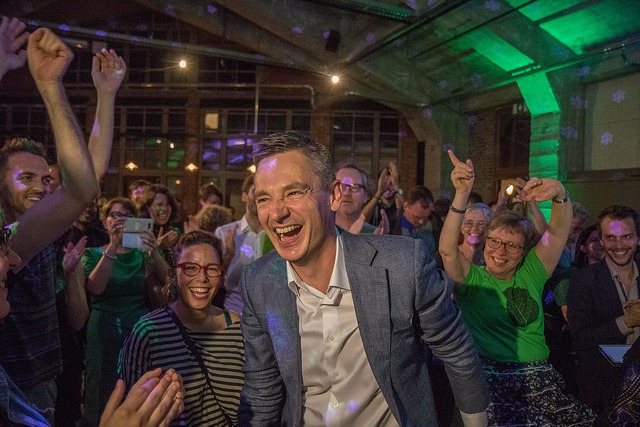
Elections comunales 2018

En octobre 2011, Ecolo lui confie le mandat de Président du Port de Bruxelles. Pendant l’ensemble de son mandat, il concrétise une vision écologique pour le développement du Port.
En 2012, il se présente à la coprésidence du parti Ecolo avec la Députée fédérale, Muriel Gerkens, où ils obtiendront 45% des voix au deuxième tour, face au duo gagnant, Emily Hoyos et d’Olivier Deleuze.
Le 21 décembre 2012, il retrouve les bancs du Sénat après le départ de Claudia Niessen désignée Echevine à Eupen. Il suit les dossiers des Affaires étrangères et de la Défense ainsi que les questions liées aux nouvelles technologies et à la protection de la vie privée. En 2014, il est élu Député fédéral. Il siège comme Vice-Président à la Commission de la Défense nationale et suivra à ce titre de très près le dossier de l’achat des 34 chasseurs-bombardiers F-35 ou la crise migratoire. Il suit également le dossier du survol de Bruxelles et à ce titre sera à l’origine de la chute de la Ministre des Transports, Jacqueline Galant. C’est lui qui a obtenu (et diffusé) les documents qui ont bousculé la Ministre jusqu’à la faire démissionner, le 15 avril 2016.
Le 14 octobre 2018, il est l’un des visages de la vague verte qui déferle sur la Région de Bruxelles-Capitale à l’occasion des élections communales. Il est à la tête de la liste Ecolo-Groen, qui devient la deuxième force politique de la Ville de Bruxelles. Il est élu Conseiller communal à la Ville de Bruxelles et démissionne de ses fonctions de Député fédéral pour former une nouvelle coalition communale formée du PS, d’Ecolo-Groen et de Défi. Il prête serment comme Premier Echevin, Echevin du Climat et des Sports, le 3 décembre 2018.
En mai 2023, il est pris dans un scandale de distribution de places de concert de Beyoncé auprès du personnel politique.
Curriculum Vitae
- Premier Echevin de la Ville de Bruxelles, Echevin des Sports et du Climat. (2018 - …)
- Député Fédéral à la Chambre des Représentants de Belgique (2014 – 2018)
- Sénateur (2012 – 2014)
- Président du Port de Bruxelles (2011 – 2012)
- Sénateur (2009 – 2010)
- Attaché de presse à Bruxelles international Tourisme & Congrès (2005 – 2009)
- Chercheur à l’Université Libre de Bruxelles (2001 – 2005)